# Савьер (коммуна)
Савье́р (фр. Savières) — коммуна во Франции, находится в регионе Шампань — Арденны. Департамент — Об. Входит в состав кантона Мери-сюр-Сен. Округ коммуны — Ножан-сюр-Сен.
Код INSEE коммуны — 10368.
Коммуна расположена приблизительно в 130 км к востоку от Парижа, в 70 км юго-западнее Шалон-ан-Шампани, в 16 км к северо-западу от Труа.

## Население
Население коммуны на 2008 год составляло 915 человек.
| 1962 | 1968 | 1975 | 1982 | 1990 | 1999 | 2008 |
| ---- | ---- | ---- | ---- | ---- | ---- | ---- |
| 611  | 619  | 684  | 707  | 941  | 952  | 915  |

## Экономика

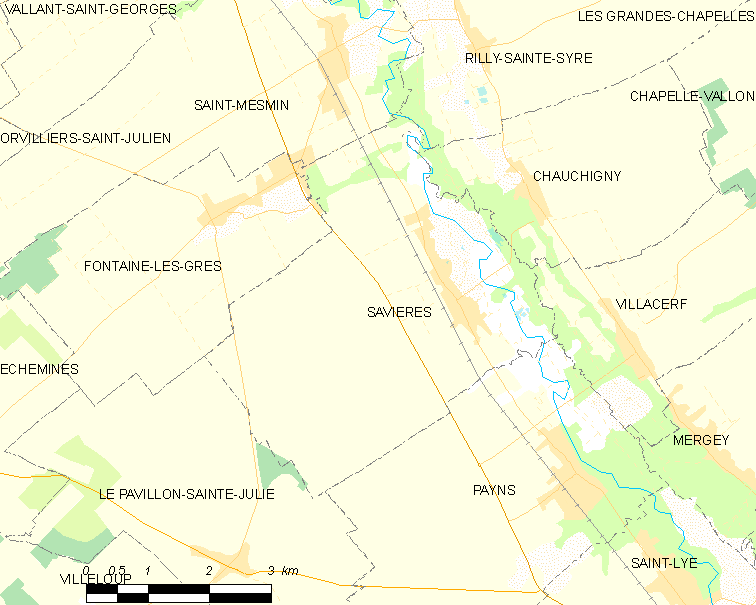
Карта коммуны

В 2007 году среди 601 человека в трудоспособном возрасте (15—64 лет) 460 были экономически активными, 141 — неактивными (показатель активности — 76,5 %, в 1999 году было 72,8 %). Из 460 активных работали 426 человек (243 мужчины и 183 женщины), безработных было 34 (13 мужчин и 21 женщина). Среди 141 неактивных 45 человек были учениками или студентами, 58 — пенсионерами, 38 были неактивными по другим причинам.

## Достопримечательности
- Церковь XII века. Памятник истории с 1931 года[3]